# Marie Bock (Malerin)
 Catherine Wilhelmine Marie Bock, geborene Thormählen (* 6. Dezember 1864 in Bremerhaven; † 7. Juli 1957 in Luschendorf, Gemeinde Ratekau), war eine deutsche Malerin und Buchillustratorin.

## Leben und Wirken
Catherine Wilhelmine Marie Bock studierte in München und Karlsruhe. Im Jahre 1896 kam sie in die Künstlerkolonie Worpswede. Sie hielt sich von 1898 bis wahrscheinlich 1902 beständig in Worpswede auf. Von dort ging sie nach Berlin zu Ludwig Bartning und später nach Saaleck zu Paul Schultze-Naumburg.
Aus dem Anfang ihrer Zeit in Worpswede ist eine Ausstellung bekannt, die sie zusammen mit der Malerin Paula Modersohn-Becker im Jahre  1899 in der Bremer Kunsthalle zeigte. Sie beide zogen sich eine heftige Kritik durch den Chefredakteur der Bremer Weser-Zeitung Emil Fitger zu. So war am 20. Dezember 1899 über ihre ausgestellten Bilder zu lesen:

„Für die Arbeiten der  beiden  genannten  Damen reicht der Wörterschatz einer reinlichen Sprache nicht aus und bei einer unreinlichen wollen wir keine Anleihe machen. Hätte eine solche Leistungsfähigkeit auf musikalischem oder mimischem Gebiet die Frechheit gehabt, sich in den Konzertsaal oder auf die Bühne zu wagen, es würde alsbald ein Sturm von Zischen und Pfeifen dem groben Unfug ein Ende gemacht haben …“

Nach der Jahrhundertwende war sie am Verlagshaus von Eugen Diederichs in Leipzig tätig. Neben anderen Künstlern wie Heinrich Vogeler und Johann Vincenz Cissarz trat sie in den Kreis als Buchgestalterin zusammen mit Friedrich Hermann Ernst Schneidler, Anna Gramatyka, Wilhelm Schulz und Erich Kuithan neu hinzu.
Sie war seit ihren Worpsweder Zeiten mit Heinrich Vogeler und Clara Westhoff befreundet. Später lebte sie im Hause ihres Schwiegersohnes César Klein in Pansdorf. Klein war Maler, Grafiker und Bühnenbildner. Ihre Tochter, die Geigerin Paula Bock (* 1889), war die zweite Ehefrau von César Klein, sie heirateten im Jahre 1932.

## Werke (Auswahl)
- Der Moorbauer.[6]
- Bäuerin mit Ziege in Herbstlandschaft.[7]
- Die Uhr.  Um 1900, Kunststiftung Friedrich Netzell.[8]